# بخش بوگاراما
بخش بوگاراما (به لاتین: Bugarama) یک منطقهٔ مسکونی در بوروندی است.